# Reetika Hooda
Reetika Hooda Reetika (ur. 31 sierpnia 2002) – indyjska zapaśniczka walcząca w stylu wolnym. Olimpijka z Paryża 2024, gdzie zajęła siódme miejsce w kategorii do 76 kg. 
Srebrna medalistka mistrzostw Azji w 2025 i brązowa w 2023. Wygrała wojskowe MŚ w 2024 i 2025. 
Pierwsza na MŚ U-23 w 2023. Mistrzyni Azji U-23 w 2022. Trzecia na MŚ juniorów w 2022 roku.